# Kościół św. Rodziny w Zawadzkiem
Kościół świętej Rodziny – rzymskokatolicki kościół parafialny należący do dekanatu Zawadzkie diecezji opolskiej.

## Historia
Budowa świątyni została rozpoczęta w dniu 4 września 1895 roku. Proboszczem parafii w Kielczy, do której ówcześnie należało Zawadzkie był ksiądz Józef Wajda. Budowa była prowadzona przez mistrza o nazwisku Januschke z Lublińca oraz majstra Niemtschke z Kielczy. Prace budowlane posuwały się dość szybko. Ogólnie budowa świątyni została ukończona jesienią 1898 roku. Kościół został poświęcony w dniu 20 kwietnia 1899 roku przez księdza dziekana Stanisława Lebka. W dniu 15 października 1900 roku świątynia została ustanowiona przez księdza kardynała Georga Koppa kościołem filialnym parafii w Kielczy. W dniu 16 kwietnia 1909 roku kardynał Georg Kopp podniósł kościół filialny do rangi kuracji, a w 1918 roku kuracja stała się samodzielną parafią.
Kościół został konsekrowany przez ordynariusza opolskiego Alfonsa Nossola w dniu 26 października 1997 roku.